# Fox Creek
Fox Creek es un pueblo canadiense situado en la provincia de Alberta.

## Superficie
Fox Creek tiene una superficie de 12,26 km².

## Demografía
En 2021, tenía 1639 habitantes, una densidad poblacional de 133,6 hab./km², y 985 viviendas.